# Етиен Морис Жерар
Етиѐн Морѝс Жера̀р (на френски: Étienne-Maurice Gérard, 1773 — 1852) е френски граф, премииер и маршал. Започнал служба през 1791 като доброволец. През 1812 командвал бригада, а после дивизия, по време на руската кампания, а по време на отстъплението на Великата армия бил началник на ариегарда в корпуса на маршал Даву. През 1813 бил тежко ранен в битката при Лайпциг, а следващата година се отличил в сраженията при Ла Ротиер и Монтрьо. През 1815 бил ранен тежко в битката при Вавр. През 1822 бил избран в плата на депутатите и влезнал в опозицията. След Юлската революция получил длъжност военен министър и чин маршал. През 1831 той бил назначен за главнокомандващ на Северната армия, помогнала на белгийците да победят в Белгийско-холандската война, а през 1832 помогнала в обсадата на Антверпен.